# Château de Penas Róias
Le château de Penas Róias se trouve dans le village (également freguesia) de Penas Róias, du conseil de Mogadouro et du district de Bragance, au Portugal.
Ancien château de l'Ordre du Temple de la région de Trás-os-Montes et Haut Douro (Ordem dos Templários na região de Trás os Montes e Alto Douro en portugais), il faisait partie de la constitution de la nationalité portugaise avec les châteaux de Algoso (pt), de Mogadouro (pt), de Miranda do Douro (pt), de Vimioso et de Bragance, dénommé le noyau du nord-est transmontagnard.

## Histoire

### Antécédents
On sait peu de choses de l’occupation humaine primitive de cette région. Les témoignages archéologiques montrent une occupation préhistorique du lieu, qui pourrait être en relation avec la Culture des Castros. À l'époque de la conquête romaine de la péninsule Ibérique, ce lieu se trouvait abandonné.

### Le château médiéval
À l'époque de la Reconquista, la région fut initialement conquise par le Royaume de Léon. Avec l’affirmation du Royaume de Portugal, la capitale étant alors établie à Coimbra, il était devenu impératif de défendre son intégrité territoriale de manière active. À cette fin, D. Afonso Henriques (1112-1185) délégua aux chevaliers de l'Ordre du Temple, la charge de fortifier les accès au Sud et à l'Est du Mondego, leur donnant à partir de 1145 divers domaines, comme ceux de Mogadouro et d'autres, à Trás-os-Montes. Les domaines de Penas Róias furent donnés en 1145 à l'Ordre du Temple, par Fernand Mendes de Bragance (pt), propriétaire de la Terre de Bragance, circonscription dans laquelle le lieu était inséré.

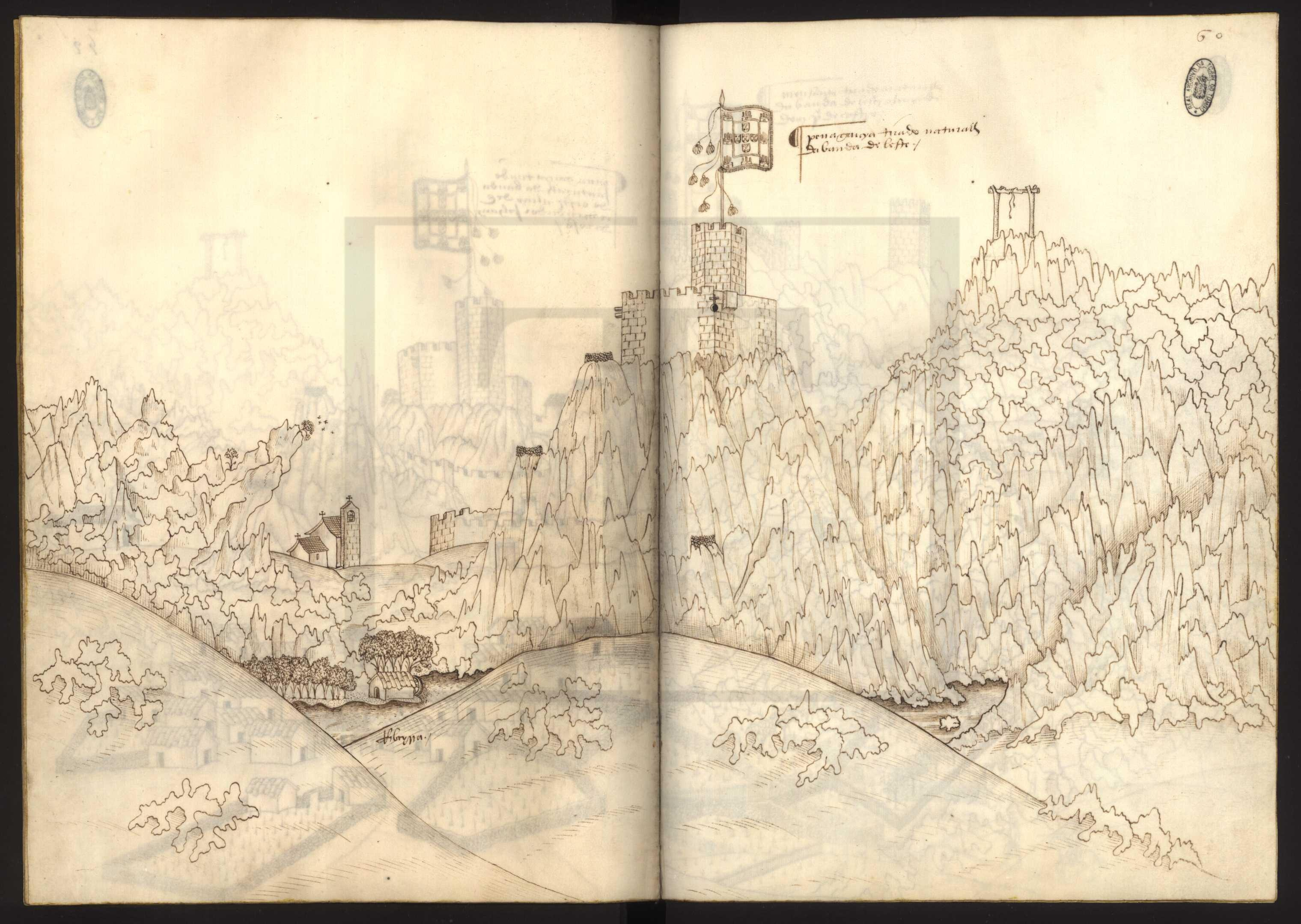
Penas Róias du Livre des forteresses (En portugais: Livro das Fortalezas) réalisé entre 1509 et 1510.

Cette époque coïncide avec des témoignages archéologiques de son occupation au XIIe siècle, ou un peu avant, dès la fin du XIe siècle, qui suggèrent, par certains auteurs, la précédente existence d'un bastion défensif du lieu, fait qui pourrait être attesté par les vestiges de tourelles à étage circulaire (typiques des structures léonaises de cette période, à la marge directe du Côa) qui subsistent dans les sommets du château. Si l'on date traditionnellement le début de la construction du château de Penas Róias en 1166 sous la direction de Dom Gualdim Pais, maître de l'Ordre, l'inscription épigraphique dans le donjon se retrouve assez détériorée. Il est possible néanmoins de lire la date de Era 1210 (de l'ère de César, correspondant à l'année 1172 de l'Anno Domini) ou encore Era 1219 (correspondant à 1181). Certains auteurs prétendent y lire le nom de Gualdim Pais, ce qui n'est pas pleinement vérifiable. Différents travaux le comptèrent comme son parrain direct, une fois que la tour (et le château) s'inscrivirent dans le mouvement de construction de châteaux templiers à travers le pays, tous signalés par des instructions épigraphiques et entrepris par Gualdim Pais, comme ceux d'Almourol, de Longroiva, de Tomar et d'autres.